# Свети Атанасий (Иванчища)
Вижте пояснителната страница за други значения на Свети Атанасий.
„Свети Атанасий Велики“ (на македонска литературна норма: „Свети Атанасиј“) е възрожденска църква в кичевското село Иванчища, Република Македония. Църквата е част от Кичевското архиерейско наместничество на Дебърско-Кичевската епархия на Македонската православна църква – Охридска архиепископия.
Изградена е преди средата на XIX век. В 1989 година е обновена.